# 454419 Hansklausreif
454419 Hansklausreif este o planetă minoră (asteroid), cu un diametru de 2,155 km, din centura de asteroizi. A fost descoperită pe 21 mai 2010 la Wise Observatory⁠(d) de Wide-field Infrared Survey Explorer⁠(d). 
Obiectul prezintă o orbită caracterizată de o semiaxă mare de 2,5237626459549 UAi, o excentricitate de 0,07, o înclinație de 11,7 ° în raport cu ecliptica.